# Рорсен
Рорсен (њем. Rohrsen) општина је у њемачкој савезној држави Доња Саксонија. Једно је од 36 општинских средишта округа Нинбург (Везер). Према процјени из 2010. у општини је живјело 1.053 становника. Посједује регионалну шифру (AGS) 3256027.

## Географски и демографски подаци
Рорсен се налази у савезној држави Доња Саксонија у округу Нинбург (Везер). Општина се налази на надморској висини од 24 метра. Површина општине износи 5,1 km². У самом мјесту је, према процјени из 2010. године, живјело 1.053 становника. Просјечна густина становништва износи 207 становника/km².